# Griegos capadocios
Los griegos capadocios también conocidos como capadocios griegos (en griego: Έλληνες-Καππαδόκες, Ελληνοκαππαδόκες, Καππαδόκες; en turco: Kapadokyalı Rumlar) o simplemente como capadocios son una comunidad griega nativa de la región geográfica de Capadocia en el centro-oriente de Anatolia, aproximadamente correspondiente a la actual provincia de Nevşehir y las provincias circundantes en la moderna Turquía. 
Hubo una presencia continua del pueblo griego en Capadocia desde la Antigüedad, y las poblaciones indoeuropeas nativas de Capadocia, algunas de cuyas lenguas (como las frigias) pueden haber estado íntimamente relacionadas con el griego, habían sido helenizadas lingüística y culturalmente por lo menos durante el siglo V.
Siguiendo los términos del intercambio de poblaciones entre Grecia y Turquía de 1923, los griegos de Capadocia fueron obligados a salir de su patria y reasentarse en la actual Grecia. Hoy en día sus descendientes se pueden encontrar en toda Grecia y la diáspora griega en todo el mundo.

## Antecedentes históricos

### Primeras migraciones
El área actualmente conocida como Capadocia era conocida por los antiguos persas como Katpatuka, un nombre que los griegos alteraron como Kappadokia (Capadocia).
Antes de que los griegos y la cultura griega llegaran a Asia Menor, el área fue controlada por otro pueblo proto-indoeuropeo, los hititas. Los griegos micénicos establecieron puestos comerciales a lo largo de la costa oeste alrededor del 1300 a. C. y pronto comenzaron colonias en la costa, difundiendo la cultura y el idioma helénicos. En el período helenístico, después de la conquista de Anatolia por Alejandro Magno, los colonos griegos comenzaron a llegar en las regiones montañosas de Capadocia en este tiempo. Este movimiento de población griega de los siglos III y II a. C. solidificó una presencia helénica en Capadocia. Como resultado, el griego se convirtió en la lingua franca de los nativos de la región. Se convertiría en la única lengua hablada de los habitantes de la región en tres siglos y lo seguiría siendo durante los próximos mil años.
Después de la muerte de Alejandro Magno, Eumenes de Cardia, uno de los diádocos de Alejandro Magno, fue nombrado sátrapa de Capadocia, donde estableció asentamientos griegos y distribuyó ciudades a sus asociados. Eumenes instauró administradores, jueces y los comandantes de guarnición en Capadocia. En los siguientes siglos los reyes seléucidas, descendientes de otro diádoco griego, Seleuco fundaron muchos asentamientos griegos en el interior de Asia Menor, que se volvería un importante centro de reclutamiento de soldados. A diferencia de otras regiones de Asia Menor donde los griegos se establecían en las ciudades, la mayoría de los asentamientos griegos en Capadocia y otras regiones interiores de Anatolia eran pueblos. Los reyes helenísticos siguieron estableciendo nuevos asentamientos griegos en Capadocia y otras regiones circundantes para asegurar su dominio sobre esta volátil región, y bajo su dominio los asentamientos griegos aumentarían en el interior de Anatolia.

Tras la muerte de Alejandro Magno, Ariarates, hijo de un sátrapa persa que anteriormente controlaba Capadocia había obtenido el control de Capadocia y fundando una dinastía autónoma bajo vasallazgo de los seleúcidas. Con la decadencia del poder seleúcida fueron adquiriendo autonomía de facto, si bien estos nuevos reyes comenzaron a casarse con los reinos helenísticos griegos vecinos, como los propios seléucidas. Durante su reinado las ciudades griegas comenzaron a aparecer en las regiones meridionales de Capadocia. Ariarates V de Capadocia que reinó de 163 a 130 a. C. se considera el más grande de los reyes de Capadocia. Era predominantemente griego por ascendencia: su padre Ariarates IV de Capadocia era medio griego macedonio y medio persa y su madre era Antióquide, hija del rey seléucida griego Antíoco III de la dinastía seléucida.

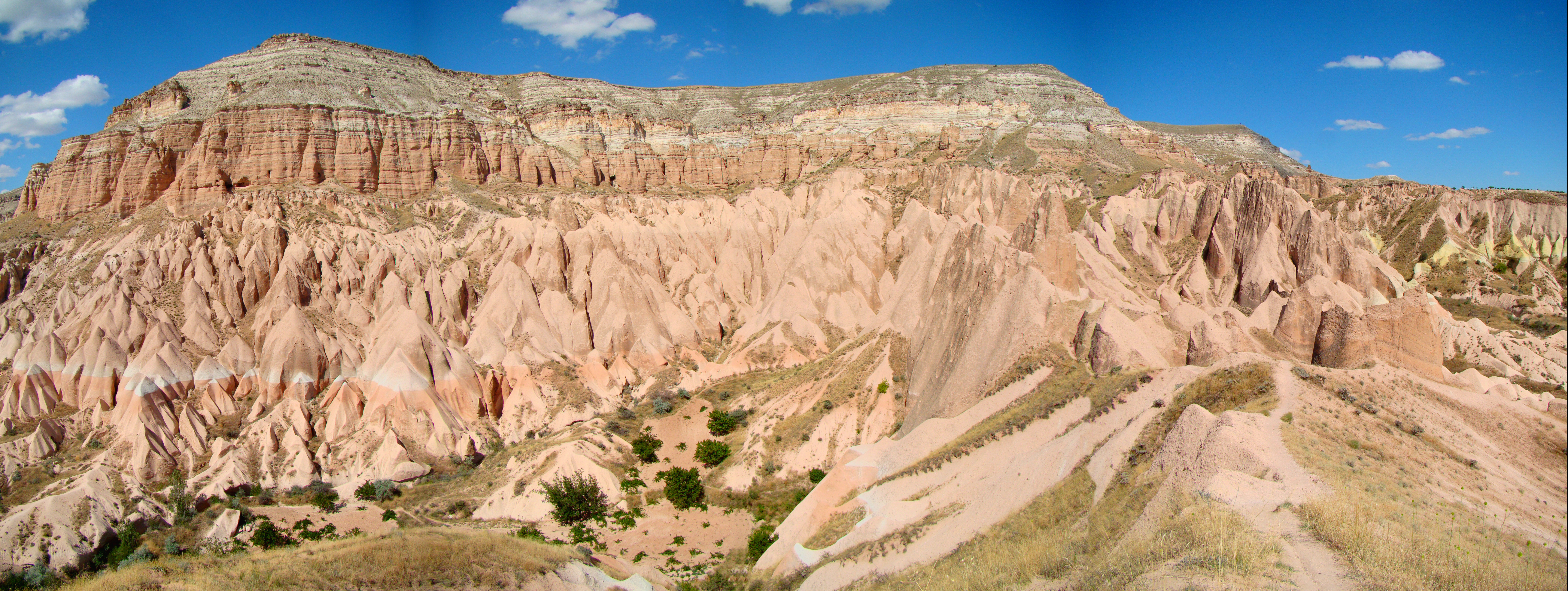
El monte Aktepe cerca de Göreme con las iglesias excavadas en la roca de (Patrimonio de la Humanidad de la UNESCO.

En el siglo I a. C., las regiones de Capadocia fueron devastadas por el rey armenio Tigranes el Grande, que deportó a un gran número de griegos cilicios y capadocios a Mesopotamia (geográficamente en el actual Irak, en el este de Siria) y sureste de Turquía). 

### Periodo romano
Arquelao fue el último rey de Capadocia, ya como cliente romano. Fue un noble griego capadocio , posiblemente de ascendencia macedonia y el primer rey de Capadocia de sangre completamente no-persa. Él gobernó Capadocia durante muchos años antes de ser depuesto por Tiberio que tomó posesión de Cappadocia para Roma. Bajo control romano, Capadocia produjo algunos individuos griegos famosos en la antigüedad, tales como el filósofo neopitagórico Apolonio de Tiana (siglo I) que se hizo bien conocido en el Imperio Romano y Areteo de Capadocia (81-138 d. C.) que fue un griego nativo nacido en Capadocia y considerado uno de los primeros cirujanos en la antigüedad. Fue el primero en distinguir entre diabetes mellitus y diabetes insipidus y el primero en dar una descripción detallada de un ataque de asma.
A finales de la antigüedad, los griegos de Capadocia se habían convertido en gran parte al cristianismo. Fueron tan devotos al cristianismo que en el siglo I d. C. la región de Capadocia fue un bastión del monasticismo cristiano y un lugar clave en la historia del cristianismo primitivo. En los primeros siglos de la era común Capadocia produjo tres eminentes figuras patriarcales griegas, conocidas como los tres jerarcas: Basilio el Grande (c. 330-79), obispo de Cesarea en Capadocia, Gregorio Nacianceno (c.330-c.389) (conocido más tarde como San Gregorio el Teólogo) y Gregorio de Nisa (fallecido alrededor del año 394). Estos padres capadocios del siglo IV veneraba la tradición griega de la búsqueda de la virtud, incluso estudiando a Homero y Hesíodo y “se situaban en la tradición de la cultura griega”.

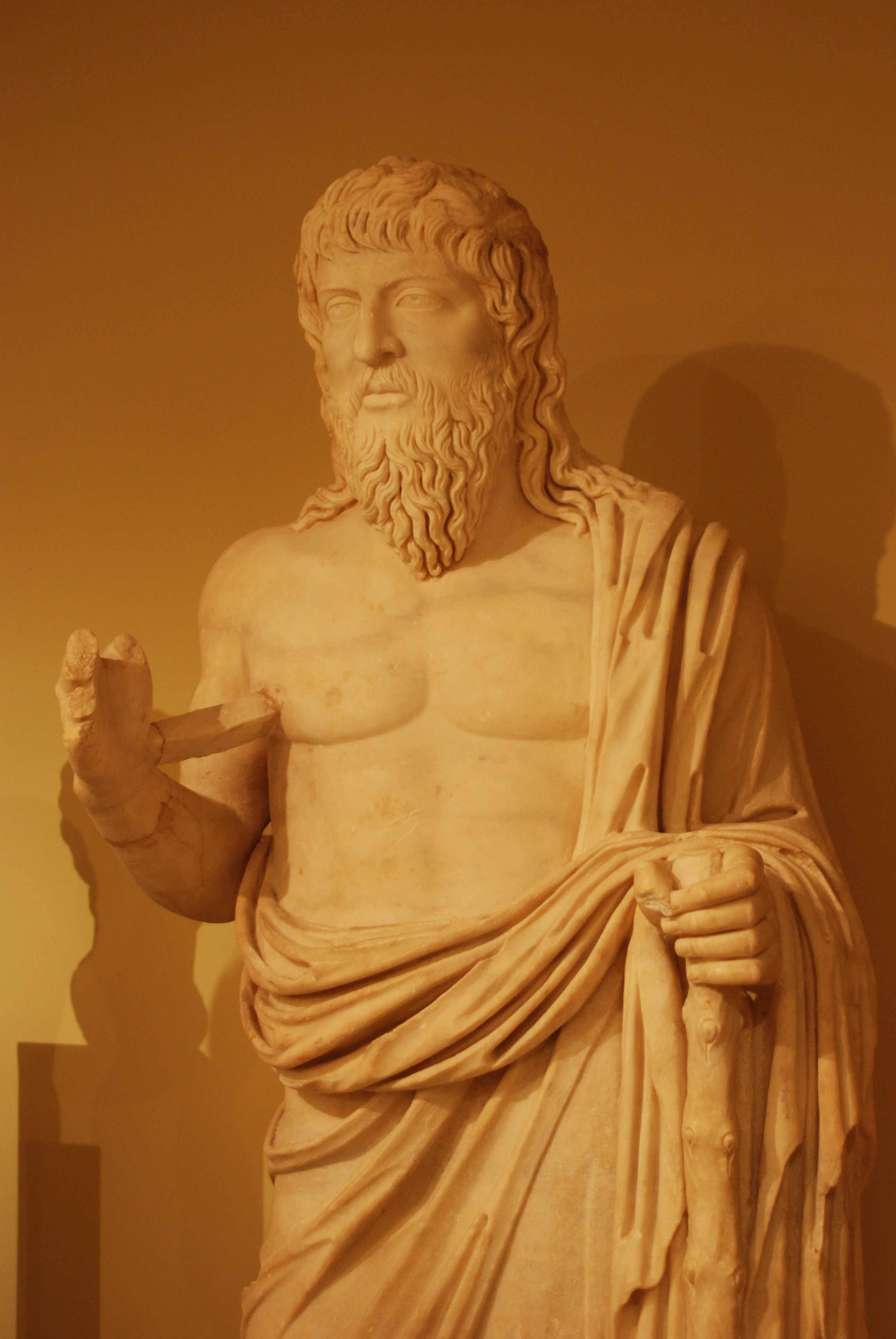
Apolonio de Tiana (siglo I d. C.), filósofo natural de Tyana
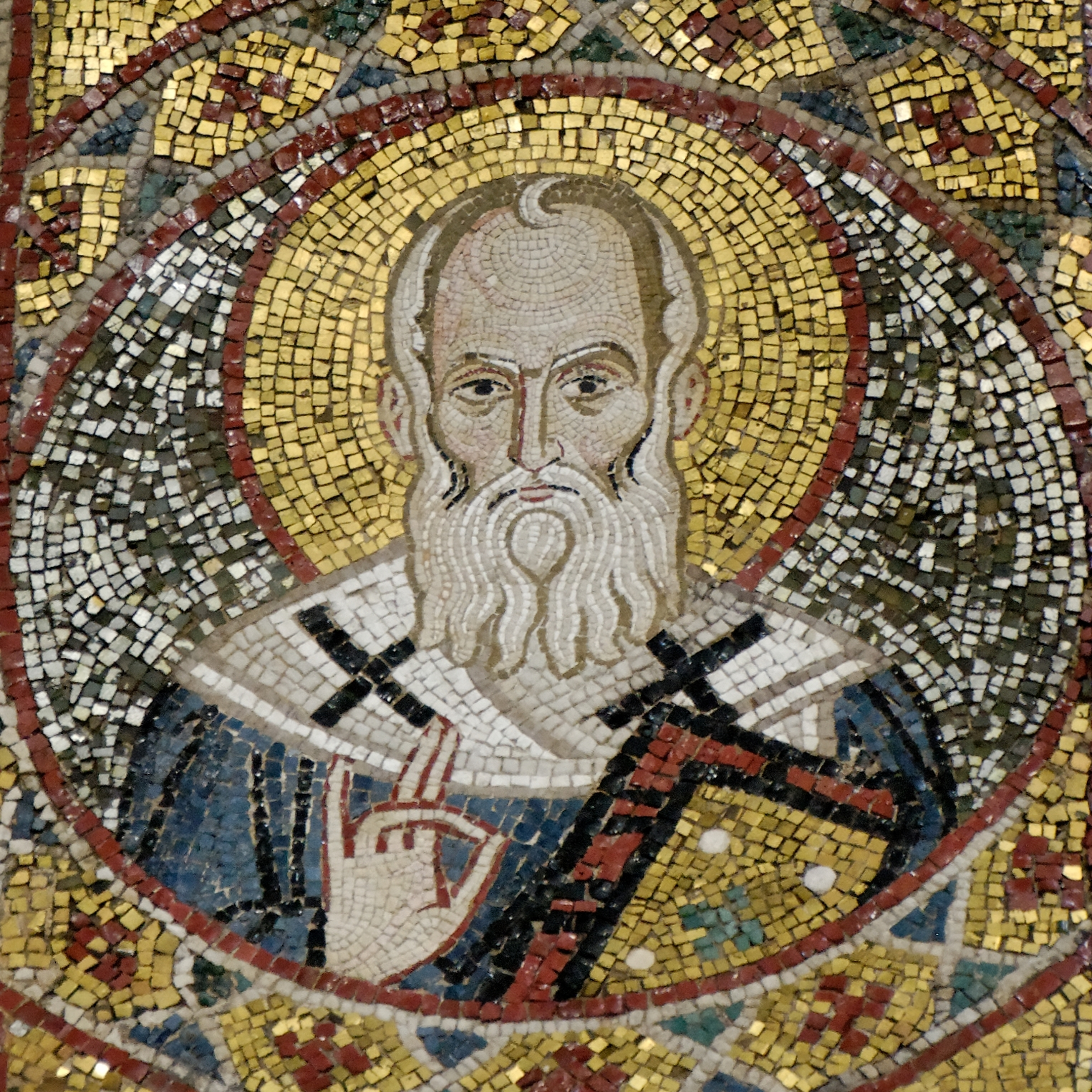
Gregorio Nacianceno (c.330-c.389 AD).
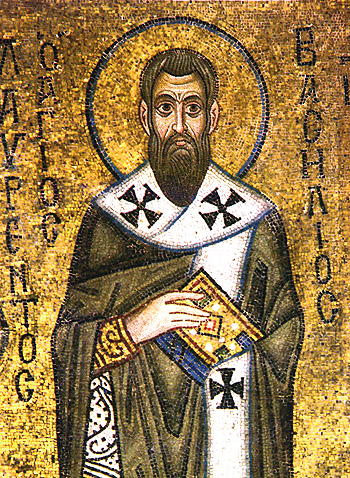
Basilio el Grande, obispo de Cesarea
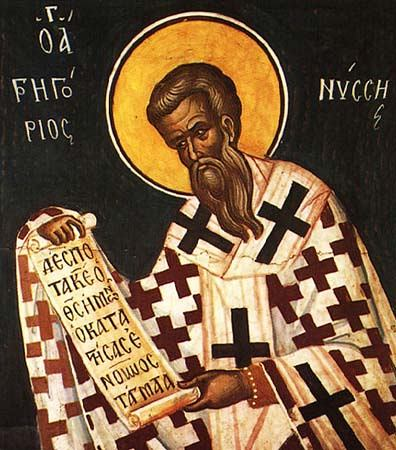
San Gregorio, obispo de Nisa

### Periodo bizantino

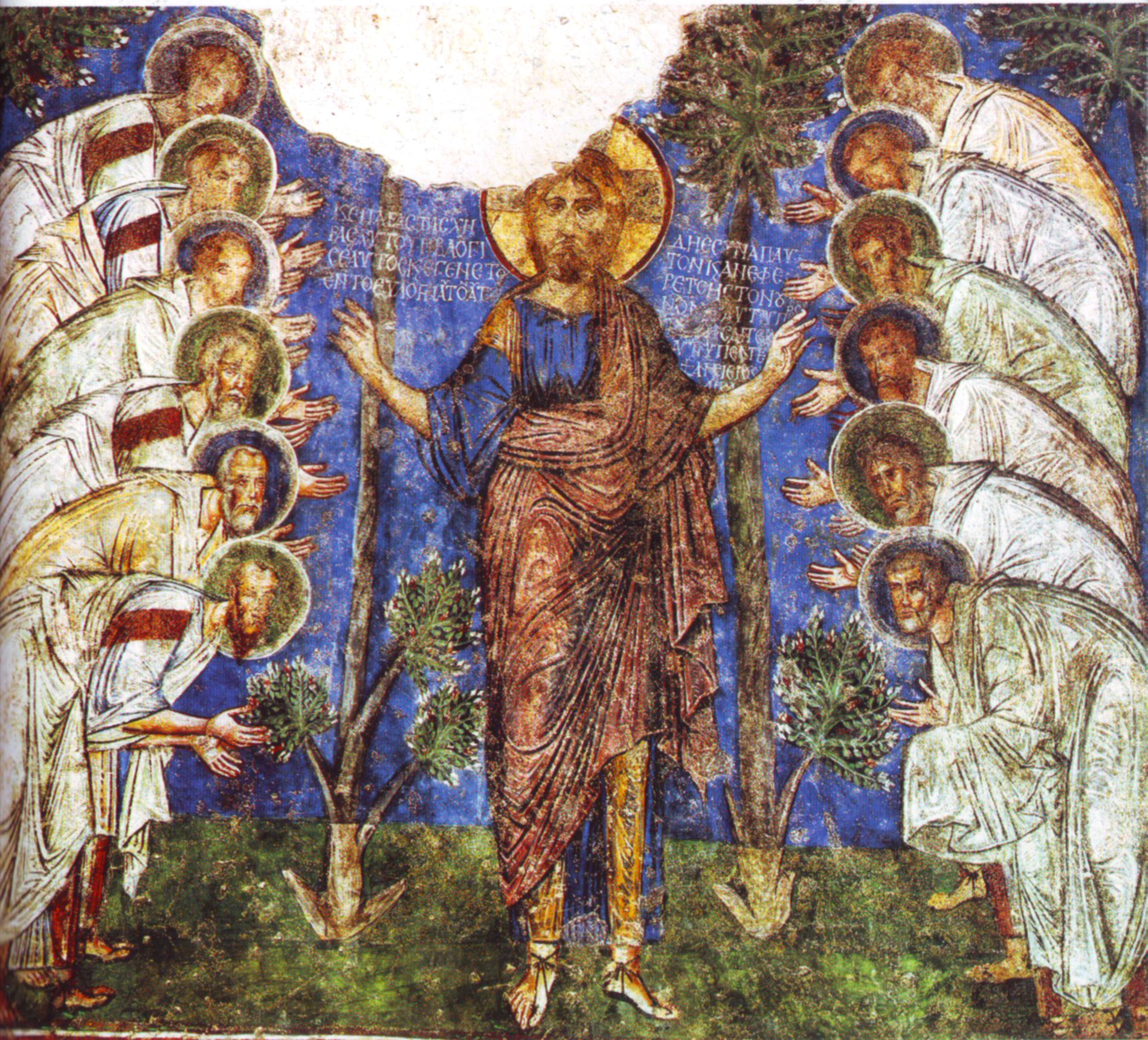
Fresco medieval bizantino en las Iglesias de Göreme de Capadocia, mostrando a Jesucristo con sus doce apóstoles.

En el siglo V, las últimas lenguas indoeuropeas nativas de Anatolia terminaron de ser reemplazadas por el griego koiné. Al mismo tiempo, las comunidades griegas de Anatolia central se involucraban activamente en los asuntos del Imperio Bizantino y algunos capadocios griegos como Mauricio Tiberio (r. 582-602) y Heraclio incluso llegaron a ser como emperadores.
La región se convirtió en un importante distrito militar bizantino después del advenimiento del islam y la subsiguiente conquista musulmana de Siria condujo al establecimiento de una zona fronteriza militarizada (con distritos llamados kleisouras por los bizantinos y thughur por los árabes) en la frontera de Capadocia. Esto duró desde mediados del siglo VII hasta siglo X durante las guerras árabe-bizantinas, inmortalizadas en la historia de Digenis Akritas, epopeya heroica del griego medieval ambientada en esta región de la frontera. Durante este período Capadocia se convirtió en un sector crucial para el imperio y produjo numerosos generales bizantinos, especialmente el clan Focas y los caudillos Carbeas de Tephrike). También vivió la herejía pauliciana. Debido a la volatilidad de la región, los griegos de Capadocia crearon elaboradas ciudades subterráneas en las formaciones volcánicas de la Capadocia oriental que servían de refugio durante los momentos de peligro. Los griegos de Capadocia se esconderían en estas ciudades subterráneas de diversos asaltantes durante los siglos siguientes, desde los invasores árabes del siglo IX hasta los conquistadores turcos del siglo XI y los mongoles del siglo XV. Todavía en el siglo XX, la población griega local Capadocia todavía usaba las ciudades subterráneas como refugios (en griego: καταφύγια) durante las periódicas oleadas de persecución otomana. Las más famosas de estas antiguas ciudades subterráneas se encuentran en los pueblos griegos de Capadocia de Anaku-Inegi (Ανακού) y Malakopi-Melagob (Μαλακοπή). Los griegos fueron expulsados de estas aldeas en 1923 y tras la turquificación de los topónimos de Anatolia en el siglo XX ahora se conocen como Derinkuyu y Kaymakli. Estas ciudades subterráneas tienen cámaras que se extienden a profundidades de más de 80 metros.
En la Edad Media, Capadocia tenía cientos de asentamientos y iglesias bizantinas excavadas en la roca de las formaciones volcánicas de la Capadocia oriental y decoradas con iconos pintados, escritura griega y arte bizantino. Se conocen más de 700 de estas iglesias datadas de entre el siglo VI y el siglo XIII y muchas en uso hasta el intercambio de población entre Grecia y Turquía en la década de 1920. Los habitantes griegos de estos distritos de Capadocia fueron llamados trogloditas por ello. En el siglo X, León el Diácono escribió sobre un viaje a Capadocia realizado por Nicéforo Focas, recogiendo que sus habitantes era llamados trogloditas en vista del hecho de que "pasaban bajo tierra en agujeros, hendiduras y laberintos, como si fueran madrigueras y guaridas". Los bizantinos recuperaron el control de Capadocia entre los siglos VII y XI, período durante el cual las iglesias fueron talladas en acantilados y rocas en la región de Göreme y Soğanlı. En la Edad Media los griegos de Capadocia enterrarían a sus figuras religiosas en las vecindades de dichos monasterios. En los últimos años se han encontrado cuerpos momificados en los monasterios griegos abandonados de Capadocia y muchos, incluyendo cuerpos de bebés momificados, se exhiben en el Museo Arqueológico de Nigde. Un cadáver momificado bien preservado de una joven cristiana es popular entre los turistas; la momia de pelo rubio se cree que es una monja de la época bizantina (siglo VI al siglo XI). Fue descubierto en una capilla griega del siglo VI en el valle de Ihlara en Capadocia. Durante el siglo X, el Imperio Bizantino había logrado expulsar hacia el este a los árabes, alcanzando el dominio bizantino ahora territorios armenios. Los bizantinos reasentaron a miles de armenios en varias regiones de Capadocia, lo que trajo cambios demográficos y tensiones étnicas en Capadocia entre los griegos y los recién llegados armenios al mismo tiempo que Armenia quedaba en gran parte desprovista de defensores nativos.

### Capadocia turca

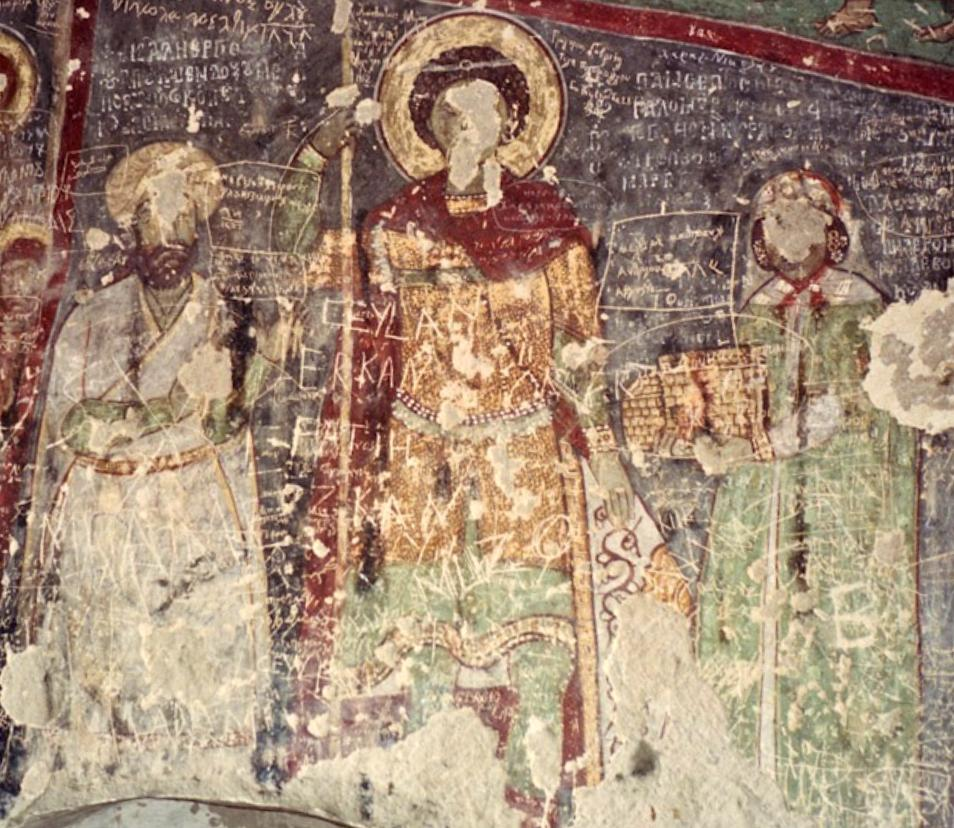
Basilio Giagoupes (Bασίλειος Γιαγούπης), señor feudal griego capadocio del siglo XIII que tenía el título de general de la corte (amir arzi) en el ejército de Mesud II, sultán selyúcida de Rüm.

En 1071 d. C., el Imperio Bizantino sufrió una trascendental derrota en la batalla de Manzikert en Armenia. Esta derrota abriría el interior de Anatolia a la invasión por turcos selyúcidas del Asia central que invadiría la mayor parte del Asia Menor bizantina. Esto comenzó la transformación de Asia Menor de una región cristiana y helenizada a una cultura musulmana y turca. Varias familias reales armenias, incluyendo a Gagik de Ani y Adom y Abu Sahl de Vaspurakan, buscaban venganza contra la población ortodoxa griega local tras las persecuciones de los armenios y monofisitas siríacos por parte bizantina. Usaron la oportunidad proporcionada por la conquista selyúcida para atacar a los griegos, torturando y asesinando al metropolitano ortodoxo griego de Kayseri y saqueando las propiedades de la población griega. Los terratenientes griegos locales respondieron con el asesinato de Gagik.
En el siglo XII toda Anatolia fue invadida por tribus turcomanas de Asia Central, nómadas invasores que despoblaron muchas regiones de Anatolia de los griegos nativos. La población griega anatolia disminuyó rápidamente bajo el dominio turco debido a las conversiones masivas al Islam, al sacrificio o al exilio a territorios griegos en Europa. Antes de la migración turca a Anatolia, los griegos, así como armenios, sirios y georgianos eran todos cristianos, pero para el siglo XV más del 90% de Anatolia era musulmana, según algunos investigadores en gran parte debido a las conversiones cristianas al islam. Muchos líderes griegos bizantinos también fueron tentados a convertirse al islam para unirse a la aristocracia otomana turca, aunque a comienzos del siglo XX la proporción de cristianos en la población de Anatolia era de más del 20%.
Durante los siglos de dominio turco en Asia Menor, muchos griegos y otros pueblos de Anatolia, como los armenios y kurdos, adoptaron la lengua turca, se convirtieron al islam y llegaron a ser identificados como turcos. A pesar de las turbulencias políticas en Anatolia, en el siglo XIII los griegos de Capadocia, Licaonia y Panfilia siguieron siendo una población numerosa, incluso a pesar de la presión de los nómadas turcomanos, y posiblemente constituían la mayoría en algunos centros urbanos. Durante este período caótico hay evidencia de que algunos griegos capadocios nativos se sumaron a los nómadas turcos invasores. Algunos incluso llegaron a altos niveles en la corte selyúcida del Sultanato de Rüm, como Basilio Giagoupes (Bασίλειος Γιαγούπης), un acaudalado señor feudal griego capadocio de un distrito fuertemente griego que tenía el título de general de la corte (amir arzi) en el ejército del sultán selyúcida de Konya, Mesud II. Basilio dedicó una iglesia en el valle de Peristrema (Belisirma) donde su retrato todavía sobrevive hasta hoy. Los artistas griegos de Capadocia del siglo XIII eran renombrados por sus pinturas naturalistas y fueron empleados a través del Imperio Selyúcida .

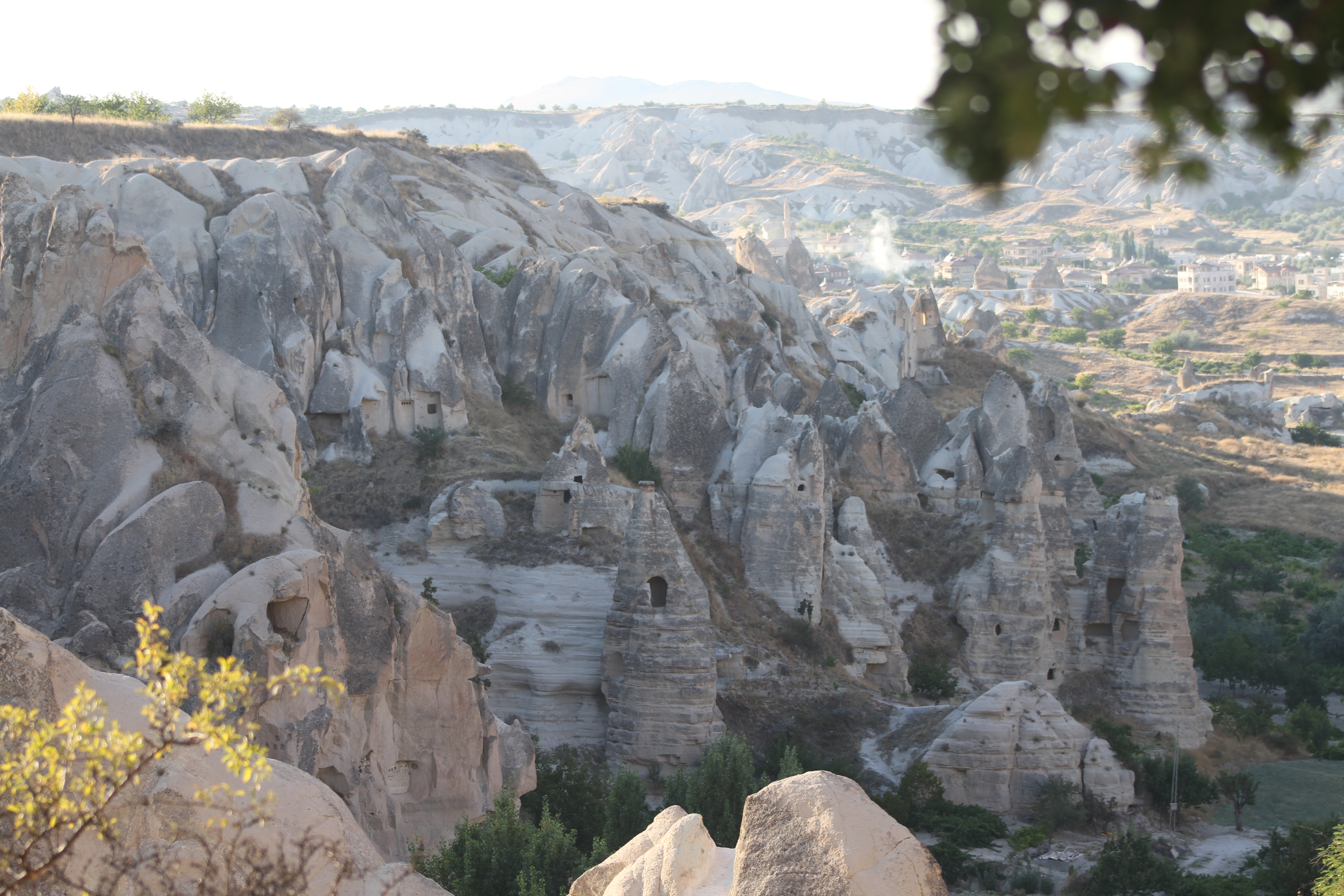
Iglesias ortodoxas griegas abandonadas talladas en un sólido acantilado de piedra, Museo Abierto de Göreme, Capadocia, Nevşehir/Turquía.

### Capadocia otomana
A lo largo del siglo XV, los turcos otomanos conquistaron Capadocia a los turcos selyúcidas. El campo capadocio siguió en gran medida poblado por griegos, con una población armenia más pequeña incluso después de la conquista otomana. Durante el reinado del sultán otomano Murad III (1574-1595), la región de Capadocia se convirtió en gran parte turcomana en cultura y lenguaje a través de un proceso gradual de aculturación. Muchos griegos de Capadocia habían aceptado la lengua turca en la vida diaria, siendo conocidos como 'Karamanlides'. Este nombre deriva de la región de Capadocia, que los turcos llamaron Karaman en honor del jefe turco Karamanoglu, aunque los griegos de Capadocia siguieron llamando a la región por su antiguo nombre griego, "Laranda". Estos griegos turcoparlantes vivían principalmente en la región de Karamania, aunque también había se desarrollaron comunidades importantes en Constantinopla y en la región del Mar Negro. Los griegos de Capadocia que vivían en las aldeas remotas menos accesibles de Capadocia mantuvieron en mayor medida el habla griega y la religión cristiana debido a su aislamiento y, en consecuencia, fueron menos afectados por la conversión al islam y al habla turca. Los capadocios griegos conservaron los nombres griegos de muchas regiones de Capadocia que fueron renombradas con nombres turcos durante la época otomana, como la ciudad conocida como "Hagios Prokopios" en la Edad Media, llamada "Urgup" por los turcos que siguió siendo llamada "Prokopion" por los griegos locales hasta principios del siglo XX.

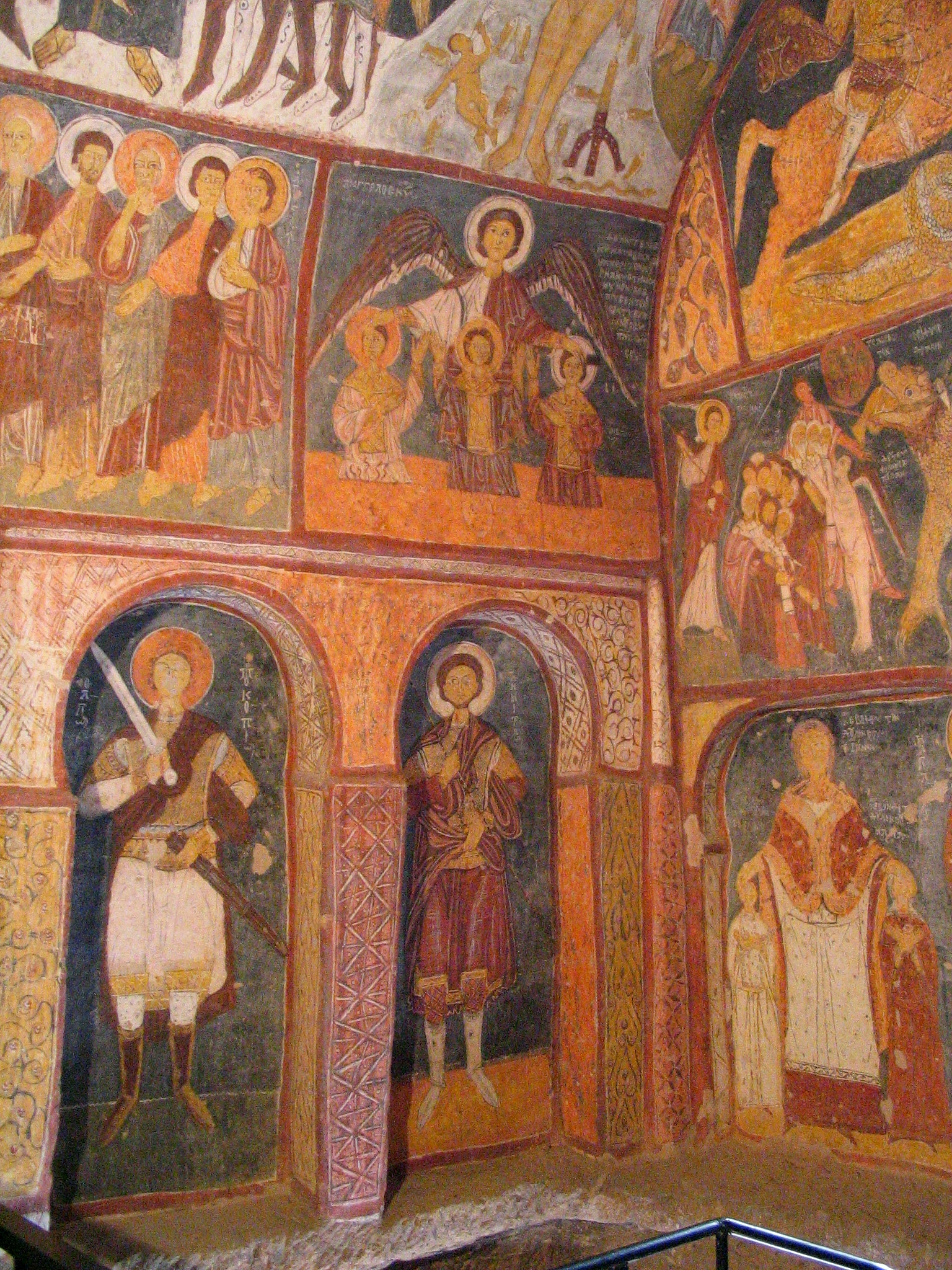
Frescos en la iglesia de San Juan (Gülşehir).

Aunque los karamanlides griegos abandonaron su propia lengua en favor del turco, siguieron siendo cristianos ortodoxos y continuaron usando el alfabeto griego. Imprimían sus manuscritos en lengua turca utilizando el alfabeto griego, que se hizo conocido como ‘Karamanlidika’. Este no fue un fenómeno que se limitó a los karamanlides griegos de Capadocia, sino que fue compartido por muchos de los armenios que vivían en Capadocia y eran lingüísticamente turcos aunque mantenían su fe cristiana apostólica armenia (ortodoxos). Dichos armenios hablaban y escribían en lengua turca aunque usando el alfabeto armenio. Algunos habitantes judíos del Imperio Otomano también fueron turcomanos y, aunque conservaron su religión, también escribieron en idioma turco, pero utilizando alfabeto hebreo. Los habitantes de Capadocia griegos, armenios y las minorías judías del Imperio Otomano crearon así literaturas greco-turcas, armenas-turcas y judeo-turcas mediante el desarrollo de sus propias tradiciones escritas. A pesar de perder el conocimiento de sus propios idiomas después de haber sido turquificados, la mayoría de karamanlides y muchos armenios turcoparlantes terminaron revivieron sus lenguas nativas originales. Mientras que la mayoría de los griegos de Capadocia habían permanecido como cristianos ortodoxos, un número significativo de karamanlides incluso se convirtieron al Islam durante este período. Al igual que con otras comunidades griegas, estos conversos al islam fueron considerados "turcos", como musulmán era sinónimo de ser turco para los griegos del Imperio Otomano. Los autores griegos describirían erróneamente a los conversos griegos al islam como “tourkeuoun” (Τουρκεύουν) conversos al turco. Los visitantes europeos a los reinos de los sultanes también etiquetarían subjetivamente a cualquier musulmán como "turco" independientemente de su lengua materna.. Los griegos creían que al convertirse al islam y 'perder' su religión cristiana original, el individuo también abandonaba la comunidad nacional griega. Esta forma de pensar fue popular incluso años después de la disolución del Imperio Otomano.
El centro de Anatolia vivió muchas transformaciones demográficas durante el período del dominio otomano. Tras la conquista otomana de Chipre de 1571, el sultán otomano Selim I decidió deportar a los griegos de Capadocia, en particular de la región de Kayseri, a Chipre. Durante este período, el arquitecto Sinan, hijo de padres griegos y oriundo de Capadocia, escribió una carta al sultán pidiendo que su familia se salvara de las transferencias de población. Durante la era otomana, los griegos de Capadocia emigraron a menudo a Constantinopla y otras grandes ciudades para hacer negocios. En el siglo XIX, muchos eran ricos, educados y occidentalizados. Los adinerados hombres de negocios griegos de Capadocia construyeron grandes mansiones de piedra en regiones de Capadocia como Karvali (la moderna Güzelyurt), muchas de las cuales todavía se pueden ver hoy. Los griegos de Capadocia escribieron las primeras novelas publicadas en el Imperio Otomano en el siglo XIX, usando el alfabeto griego y el idioma turco. Los griegos de Capadocia de diferentes regiones se especializarían en una profesión particular, como el comercio de caviar. Demetrius Charles Boulger más tarde describe su personaje de trabajo: "Cada pueblo está conectado con algún gremio particular en Constantinopla: uno suministra bakals o pequeños tenderos, otros vendedores de vino y licores, otros secadores de pescado, otros fabricantes de caviar, otros porteadores, etc.".’

### SiglosXIX-XX

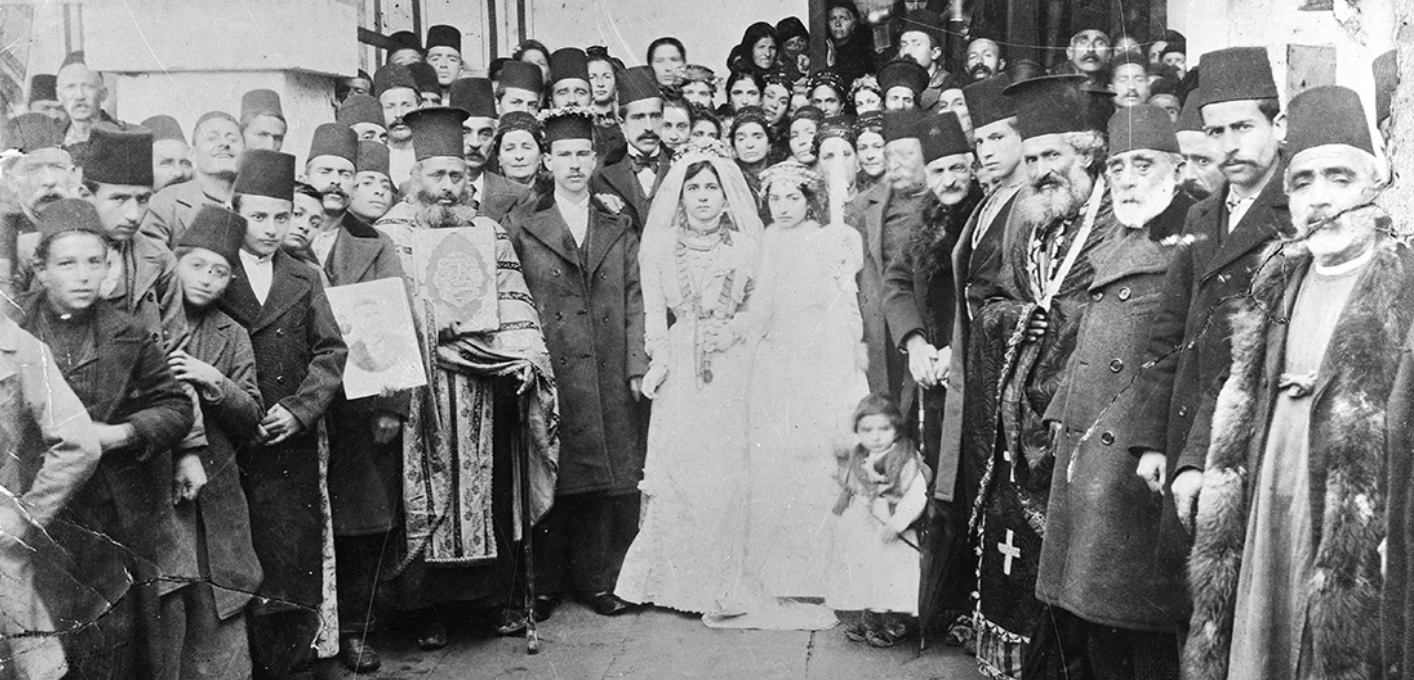
Una boda griega capadocia en Kermira (Germir), Kayseri, Capadocia, en 1902.

Los estudiosos que visitaron por Capadocia durante el siglo XIX describieron a los griegos de Capadocia y sus hábitos. En 1838, el erudito británico Robert Ainsworth escribió que "los griegos capadocios son, en general, agradables y sin reservas en sus modales, y su conversación indica un grado muy alto de inteligencia y civilización, donde hay tan pocos libros y tan poca educación y por consiguiente, poco aprendizaje ". Sir Charles William Wilson, cónsul general británico en Anatolia de 1879 a 1882, describió su carácter:

Los griegos de Capadocia tienen una reputación en Asia Menor por su actividad comercial y energética; hay pocos pueblos en los que un comerciante de Kaisariyeh no se encuentra; y la naturaleza rocosa del país impulsa incluso a las clases más pobres a buscar su vida en otro lugar. Quizás el rasgo más interesante en el carácter de estos griegos es su intenso amor por su país natal; la gran ambición de cada hombre es ganar suficiente dinero para permitirle construir una casa y establecerse en su amada Capadocia. Los jóvenes se van a Constantinopla por unos años, y luego vuelven para casarse y construir una casa; Un par de años de vida matrimonial ven el fin de sus ahorros, y tienen que volver a visitar la capital, a veces permaneciendo allí diez o quince años, para ganar lo suficiente para mantenerse a sí mismos y a sus esposas por el resto de sus vidas .. La gente no tiene aspiraciones políticas marcadas como las que prevalecen entre los griegos de la costa oeste; sueñan, es cierto, con un nuevo Imperio bizantino, pero cualquier simpatía que puedan obtener de un amor que absorbe el dinero y las ganancias se dedican al ruso. El distrito al sur de Capadocia, en el que San Gregorio de Nacianzo ministró una vez, muestra muchos signos de creciente prosperidad; Se está construyendo, y la gente está desocupando, por casas sobre la tierra, las aldeas subterráneas, a las que deben la preservación de su fe y su idioma. Estas aldeas son conocidas por nombres griegos y turcos; en algunas el griego lo hablan musulmanes y cristianos, en otras, una jerga greco-turca, y en otras solo el turco; y esta mezcla se encuentra incluso en las iglesias, donde los comentarios descriptivos de las imágenes sagradas a menudo están escritos en turco, en caracteres griegos.

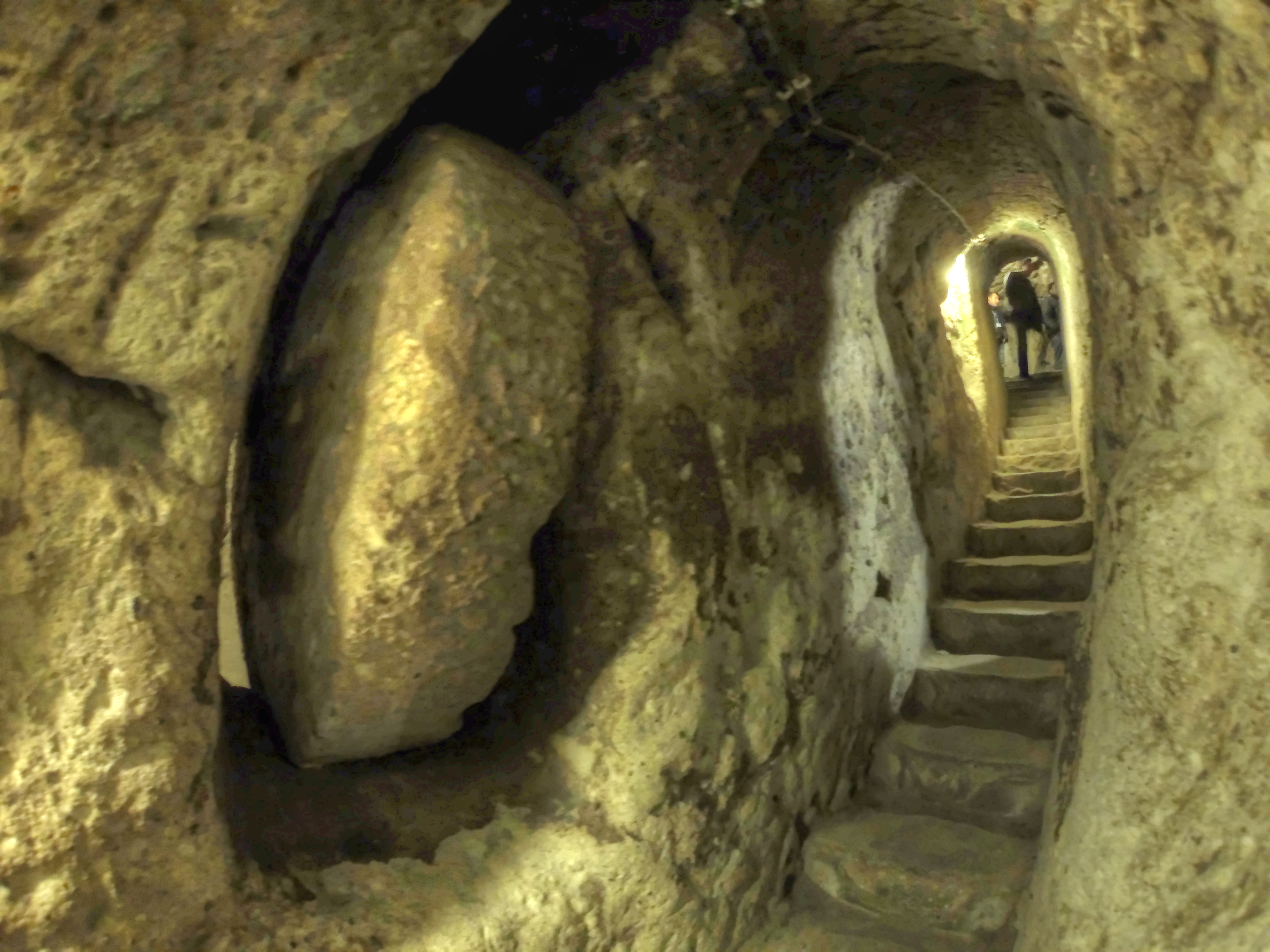
Pasaje a una ciudad subterránea

A principios del siglo XX, los asentamientos griegos seguían siendo numerosos y extendidos a lo largo de la mayor parte de la Turquía actual. Las provincias de Capadocia y Licaonia concentraban un número significativo de dichos asentamientos y una relevante población griega en los centros urbanos como Kayseri, Nigde y Konya. Los griegos de Capadocia de los siglos XIX y XX fueron reconocidos por la riqueza de sus cuentos y la preservación de su lengua griega antigua.
Las ciudades subterráneas continuaban siendo usadas como refugio (καταφύγια) ante las periódicas oleadas ede persecución otomana.. Dawkins, un lingüista de Cambridge que realizó una investigación sobre los nativos griegos de Capadocia en la zona desde 1909-1911, escribió que en 1909, 

cuando llegó la noticia de las recientes masacres de Adana, una gran parte de la población de Axo se refugió en estas cámaras subterráneas y durante algunas noches no se atrevió a dormir por encima de la tierra.

### Persecución y deportaciones
En los primeros años del siglo XX, la región de Capadocia estaba todavía habitada por griegos capadocios cristianos, además de turcos musulmanes. y también comunidades de armenios y kurdos. Al comienzo de la Primera Guerra Mundial, los griegos de Anatolia fueron sitiados por los Jóvenes Turcos. Miles de griegos fueron masacrados, aproximadamente 750 000 griegos anatolios fueron masacrados en un acto de genocidio y 750 000 fueron exiliados. Los griegos fueron objeto de ataques antes y junto a los armenios y asirios. Las muertes de griegos jónicos y capadocios alcanzaron 397 000 personas, mientras que las muertes de griegos pónticos llegaron a 353 000 personas. El funcionario turco Rafet Bey, activo en el genocidio griego del interior de Anatolia, declaró en noviembre de 1916: "Debemos acabar con los griegos como lo hicimos con los armenios ... hoy envié escuadras al interior para matar a todos los griegos a la vista ..." Durante la guerra greco-turca (1919-1922) un número incontable de griegos fueron deportados por los turcos al desierto de Mesopotamia, donde muchos perecieron. El 31 de enero de 1917, el Canciller Theobald von Bethmann-Hollweg de Alemania informó que:

Las indicaciones son que los turcos planean eliminar el elemento griego como enemigos del estado, como lo hicieron antes con los armenios. La estrategia implementada por los turcos es desplazar a las personas al interior sin tomar medidas para su supervivencia exponiéndolas a la muerte, el hambre y la enfermedad. Los hogares abandonados son saqueados y quemados o destruidos. Lo que se hizo a los armenios se repite con los griegos.

En 1924, después de vivir en Capadocia durante miles de años, los restantes griegos de Capadocia fueron expulsados a Grecia como parte del intercambio de población entre Grecia y Turquía definido por el Tratado de Lausana, los descendientes de los griegos capadocios que se habían convertido al islam no fueron incluidos en el intercambio de la población y permanecieron en Capadocia, algunos todavía hablando la lengua griega capadocia. Muchas ciudades capadocias se vieron afectadas por la expulsión de los griegos incluyendo Mustafapasa (Sinasos), Urgup, Güzelyurt y Nevsehir ya que los griegos constituían un porcentaje significativo de su población. Los griegos de Capadocia fueron llevados a la ciudad costera de Mersin para ser enviados a Grecia. Muchos perderían todas sus pertenencias debido a funcionarios corruptos y saqueadores. Los griegos de Capadocia fueron substituidos por musulmanes de Grecia continental, principalmente de Tracia. Algunos de estos musulmanes eran griegos (ver griegos musulmanes) aunque la mayoría eran de origen eslavo, turco y gitano.  Muchas de las iglesias griegas de Capadocia se convirtieron en mezquitas después de la marcha de la población griega incluyendo la iglesia de San Gregorio conocida hoy como "Buyuk Kilise Camii (Gran Iglesia Mezquita)".

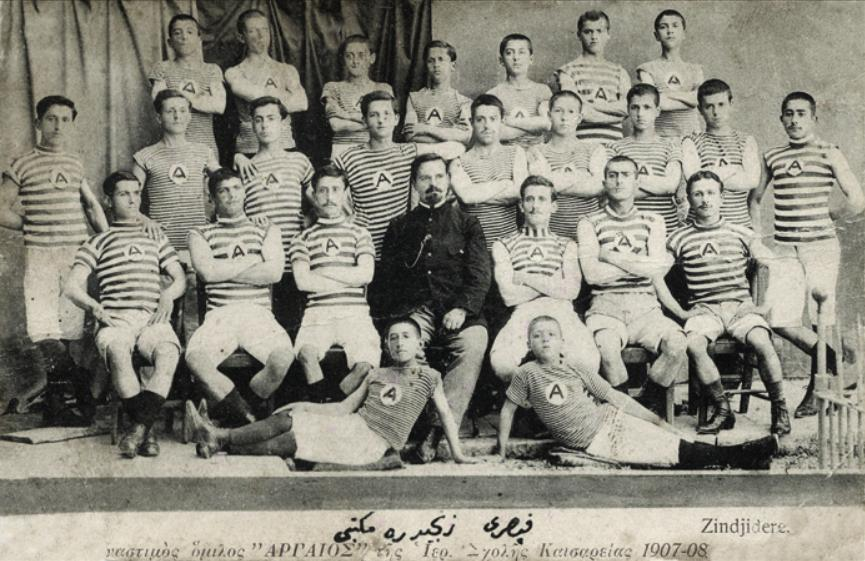
Equipo atlético de griegos capacios "Argaios" en Kayseri (1907). El equipo recibe su nombre por el monte Argaios, un famoso volcán de Capadocia.

Después del intercambio de población, todavía permanecií una gran comunidad de griegos capadocios en Constantinopla, they had settled there during the Ottoman era and formed enclaves of their native communities, la mayoría de los cuales también emigraron a Grecia después de los disturbios del pogromo anti-griego de Estambul de 1955. A su llegada a la Grecia continental, muchos griegos capadocios se asentaron en aldeas similares a sus aldeas capadocias originales; los nuevos asentamientos fueron a menudo llamados en honor a las ciudades y pueblos que dejaron atrás en Capadocia con la adición de la palabra "Nea" (Nuevo). Por ejemplo, los griegos capadocios de Sinasos (actual Mustafapaşa cerca de Ürgüp) que se establecieron en la parte norte de la isla de Eubea en Grecia llamaron a su nuevo asentamiento Nea Sinasos "Nuevo Sinasos". Otros ejemplos incluyen Nea Karvali en el norte de Grecia y Neo Prokopi en el centro. Las zonas de Grecia con asentamientos significativos de griegos de Capadocia incluyen Karditsa, Volos, Kilkis, Larisa, Calcídica, Kavala, Alexandroupoli y Tesalónica. Hoy en día los descendientes de los griegos de Capadocia se pueden encontrar en toda Grecia, así como en países de todo el mundo como parte de la diáspora griega, particularmente en Europa occidental, América del Norte y Australia .
La actual región de Capadocia es famosa por las iglesias excavadas en acantilados y paredes de roca en los valles de Göreme y Soğanlı. La región es popular entre los turistas, muchos de los cuales visitan las ciudades subterráneas abandonadas, casas e iglesias griegas talladas y decoradas por los griegos de Capadocia hace siglos. La antigua ciudad griega de Güzelyurt (Karvali) se ha hecho popular entre los turistas que visitan las mansiones de piedra abandonadas construidas hace siglos por los ricos empresarios griegos de Capadocia. Hoy en día se conservan más de 700 iglesias ortodoxas griegas. y más de treinta capillas talladas en la roca, muchas con íconos pintados, escritos griegos y frescos, algunos de la etapa pre-iconoclasta bizantina o incluso tan antiguas como del siglo VI. A partir de 1985, estas iglesias griegas de las cuevas fueron designadas como Patrimonio de la Humanidad por la UNESCO.

## Idioma

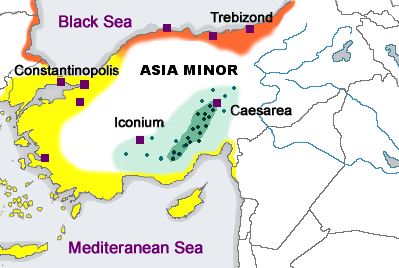
Anatolian Greek dialects until 1923. Demotic in yellow. Pontic in orange. Capadocio en verde, con los puntos verdes que indican pueblos de habla griega de Capadocia individuales en 1910.

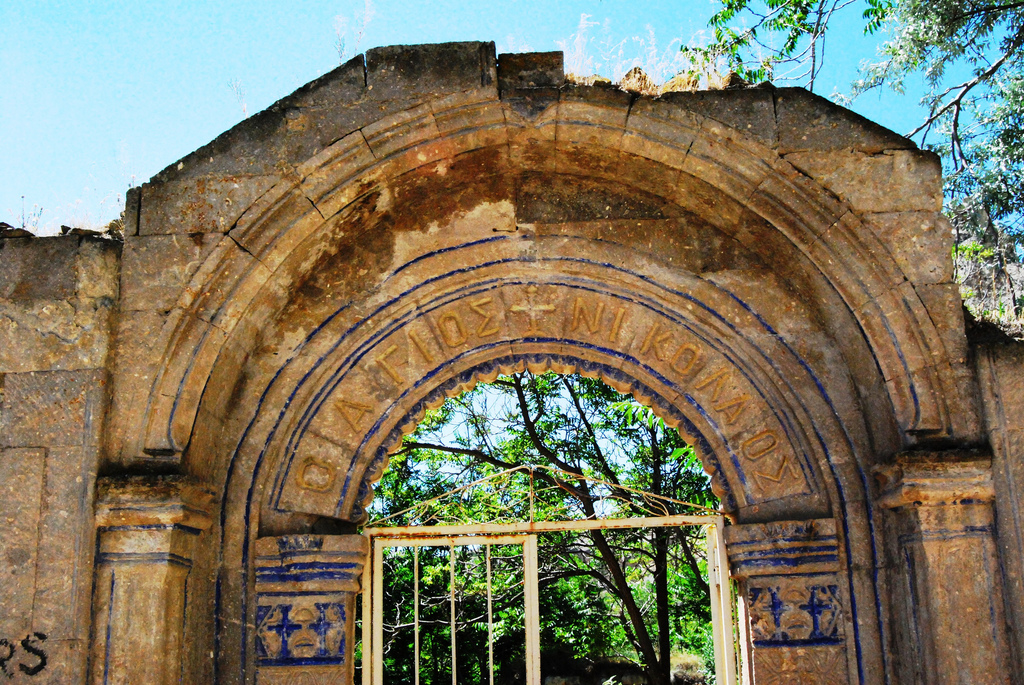
Inscripción en griego en Mustafapasa, Capadocia.

Los griegos de Capadocia tradicionalmente hablaban un dialecto del idioma griego conocido como griego capadocio. El griego capadocio se separó de los otros dialectos del griego bizantino, tras la conquista turca de Asia Menor Central en los siglos XI y XII. Desarrolló así varias características radicales, como la pérdida del género en los sustantivos. Después de haber sido aislada de la costa griega por las conquistas de los cruzados y la influencia veneciana posterior, conservó los términos griegos clásicos para muchas palabras que fueron substituidas por préstamos romances en griego demótico. Después de siglos de dominio otomano la lengua turca comenzó a emerger como lengua dominante en Capadocia y muchos griegos comenzaron a hablar turco como segunda lengua o como bilingües. Pese a ese bilingüismo se dio el caso de los “Kouvoukliotes”, que siempre hablaban griego y hablaban turco con un fuerte acento griego, y de griegos de Capadocia que sólo hablaban el turco y habían renunciado al uso del griego, conocidos como los Karamanlides.
A principios del siglo XX, el idioma griego de Capadocia aún tenía una fuerte presencia en Gülşehir (antes Arabison/Arapsu) al noroeste de Nevsehir, y en la región al sur hasta Niğde y Bor. El griego también se hablaba todavía en Silli al noroeste de Konya, en Pharasa y en otras aldeas y comunidades aisladas en el interior de Turquía central antes del genocidio de 1915 y las subsecuentes transferencias de población. John Robert Sitlington Sterrett viajó a través de Capadocia en 1884 y notó: 

"Melegobi es un pueblo grande y floreciente, habitado casi exclusivamente por griegos de habla griega. Los griegos son numerosos a través de la parte occidental de Capadocia, y generalmente se aferran a su lengua con gran tenacidad, un hecho digno de notar, en la medida en que los griegos en otras partes de Asia Menor hablan sólo turco. Los casos de ciudades de habla griega son Niğde, Gelvere, Melegobi (Μελοκοπια), y Ortakieui en Soghanli Deressi."

En el siglo XX, los eruditos y los lingüistas que estudiaban a los griegos de Capadocia observaron que muchas aldeas griegas capadocias habían comenzado a sustituir su idioma griego nativo por el turco. Durante el siglo XIX, el intelectual británico John Pinkerton fue informado por los griegos de habla turca de que los gobernantes turcos de Anatolia les habían hecho perder el conocimiento de la lengua griega, Pinkerton Escribió:

..."las crueles persecuciones de sus maestros mahometanos han sido la causa de su actual estado degradado de ignorancia, incluso con respecto a su lengua materna; para que hubo un tiempo en que sus maestros turcos prohibieron estrictamente a los griegos en Asia Menor incluso de hablar el idioma griego entre ellos, y que cortaron las lenguas de algunos, y castigaron a otros con muerte, que osaron desobedecer a su bárbaro comando. Es un hecho indiscutible que el lenguaje de sus opresores ha prevalecido casi universalmente y que en gran parte de Anatolia el culto público de los griegos se hace ahora en lengua turca. Las siguientes obras, en la lengua turca, pero todas en el carácter griego, dan otra prueba de lo que he dicho...” (John Pinkerton, 1817)

En la década de 1920, cuando los griegos de Capadocia llegaron a Grecia, su griego capadocio era apenas inteligible con el griego demótico utilizado en la Grecia continental después de siglos de separación lingüística. Los griegos de Capadocia estaban más lingüísticamente turquificados que los griegos pónticos y los griegos de las regiones costeras occidentales de Turquía. Una vez en Grecia, sin embargo, comenzaron a usar el idioma griego moderno, haciendo que su ancestral dialecto, la lengua griega de Capadocia, llegara al borde de la extinción. La lengua fue de hecho considerada extinta hasta 2005, cuando se describió su uso con fluidez por descendientes de griegos de Capadocia en el centro y el norte de Grecia. Hoy en día todavía es hablado por los griegos de Capadocia, principalmente ancianos en varias regiones de Grecia, incluyendo en Karditsa, Volos, Kilkis, Larisa, Salónica, Calcídica, Kavala y Alexandroupoli. Algunos griegos de Capadocia que se convirtieron al islam, permitiéndoles evitar los intercambios de población de 1923, todavía hablan el idioma en su patria tradicional en Turquía.

## Cultura
Los griegos de Capadocia han sido aislados del resto del mundo de habla griega por siglos y esto ha hecho su cultura, modo de vida y costumbres un tanto distintivas. Su cultura ha sido fuertemente influenciada por la topografía de sus diferentes regiones. En ciudades comerciales como Kayseri y Malakopea la educación de nivel superior y las artes florecieron bajo la protección de una clase media cosmopolita. La economía de Capadocia se basaba en gran medida en la agricultura y la minería y en los centros rurales situados en los valles y llanuras. Los griegos de Capadocia tienen canciones y bailes tradicionales distintivos que todavía se realizan en Grecia.

### Primera literatura griega capadocia

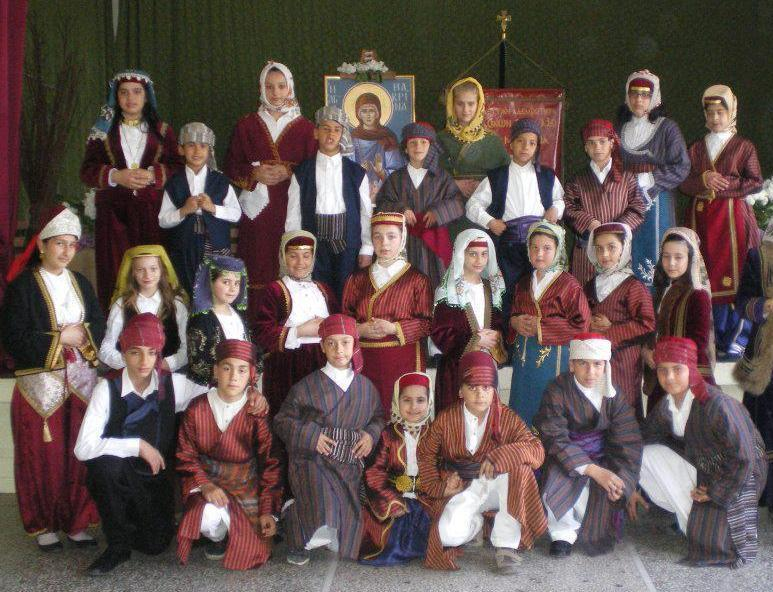
Niños griegos capadocios vistiendo sus trajes típicos en Grecia.

El poeta persa Rumi (1207-1273), cuyo nombre significa "romano", refiriéndose a su residencia entre los hablantes griegos "romanos" de Capadocia, escribió algunos poemas en griego capadocio. These verses are one of the earliest literary attestations of the spoken Cappadocian vernacular.

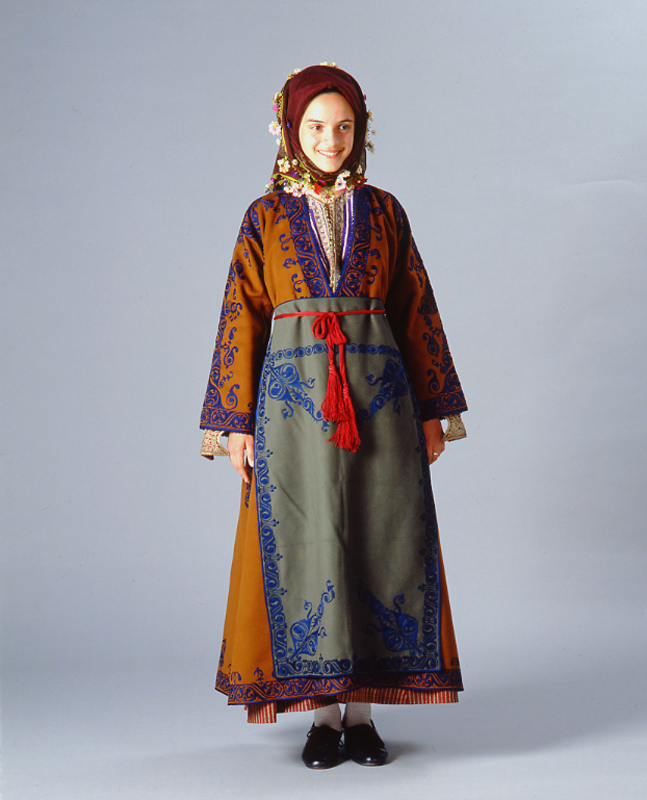
Female traditional costume from Niğde (PFF Collection, Nafplion).

### Literatura contemporánea
El renombrado director greco-americano de Hollywood Elia Kazan proviene de una familia de griegos capadocios y escribió un libro titulado "America, America" sobre su tío, que creció en Capadocia en un ambiente de creciente persecución. Enviado a Estambul a pie por su padre con los ahorros de toda la familia cuando era adolescente, el tío de Elia debía establecer una nueva vida y, eventualmente, llevar al resto de la familia a la ciudad. Al final el tío de Elia viajó mucho más lejos, a América, cumpliendo finalmente su deber filial y llevando a su familia con él. Kazan convirtió su libro en una película ganadora del Premio de la Academia America, America en 1963.

### Gastronomía
Los griegos de Capadocia siguieron una serie de tradiciones culinarias de Anatolia pasadas desde tiempos bizantinos. Estos incluyen la preparación de carnes curadas por el viento conocidas como pastirma, un manjar llamado en los tiempos bizantinos "paston" junto con el uso de la ubicua hierba de espinaca del centro de Anatolia, el madimak, para hacer platos como una variante de spanikopita.

## Griegos capadocios famosos

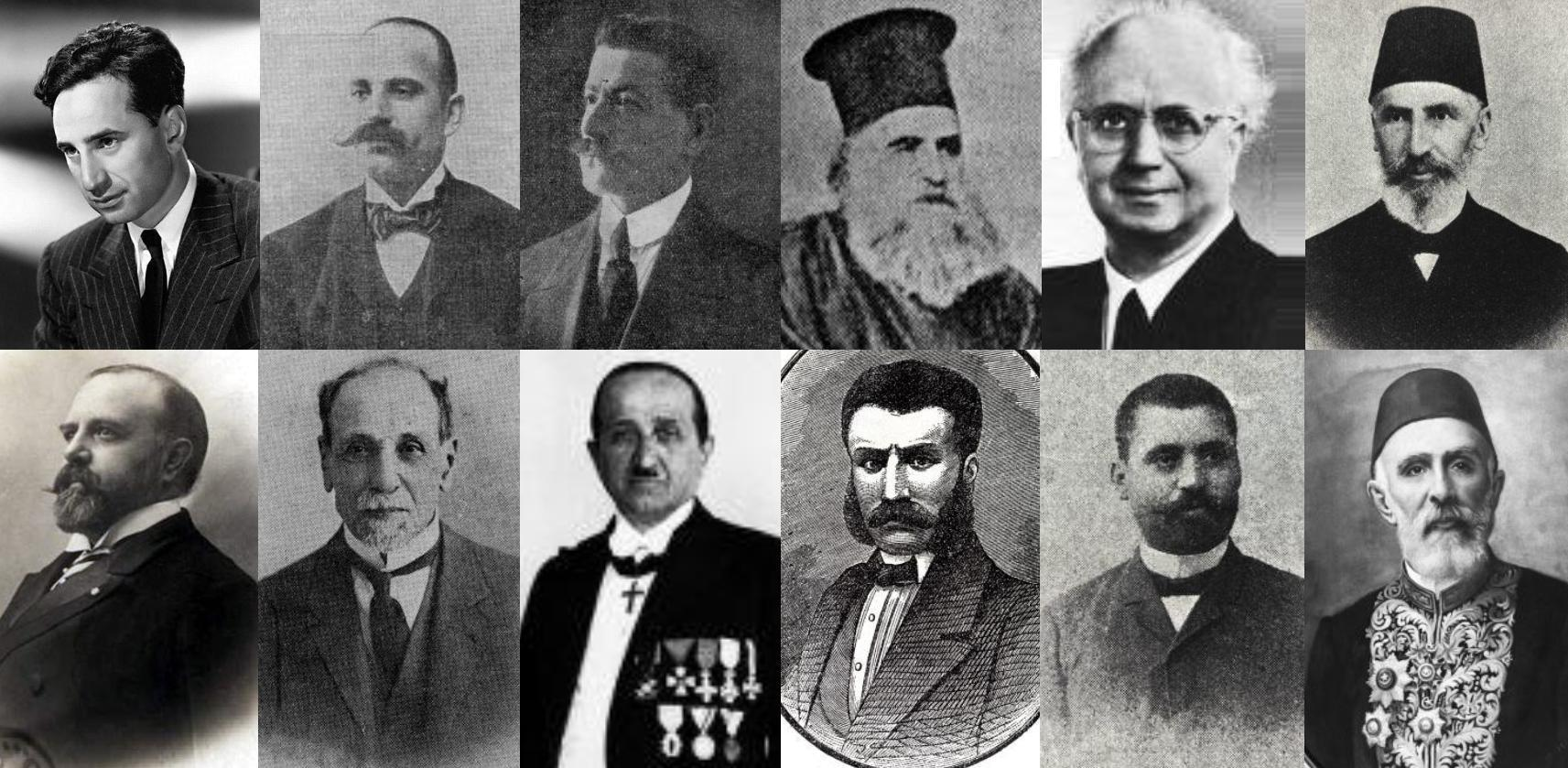
Doce famosos griegos capadocios: (fila superior) Elia Kazan, Vasileios Stefanidis, Pantelis Georgiadis, Evgenios of Kayseri, Dimosthenis Daniilidis, Konstantinos Vagiannis (fila inferior) Ioannis Pesmazoglou, Pavlos Karolidis, Sofoklis Avraam Choudaverdoglou-Theodotos, Dimitrios Mavrofrydis, Ioakeim Valavanis, Georgios Georgiadis.

- Ariarates V de Capadocia (r. 163–130 a. C.), rey de Capadocia, predominantemente griego por ascendencia.
- Arquelao (general) (siglo II a. C.) un griego capadocio que fue un general militar del rey Mitrídates VI de Ponto.[104]
- Neoptólemo (General póntico) (fallecido el año 63 a. C.) fue un distinguido general del rey Mitrídates VI de Ponto.
- Arquelao de Capadocia (floreció siglo I a. C. y siglo I – 17 d. C.) un descendiente de Arquelao (general) quien fue el último rey de Capadocia
- Areteo de Capadocia (81-138 d. C.) un griego nativo de Capadocia, que fue uno de los principales cirujanos de la antigüedad.[23][24]
- Apolonio de Tiana (siglo I d. C.) de Tiana, Capadocia (actual Bor en el sur de Turquía), un filósofo neo-pitagórico que se convirtió en un héroe mítico durante el Imperio Romano -, en la provincia romana de Capadocia. Nació en una rica familia griega capadocia.[22]
- Ulfilas (ca. 311 – 383) godo que originalmente provenía de una familia griega capadocia,[105][106] tradujo el Evangelio al gótico vernáculo.
- Kaloyan de Konya (siglo XIII) arquitecto de Gökmedrese en Sivas.[107][108]
- San Sargis el Guerrero (fl. siglo IV, murió 362-363) también conocido como San Sarkis fue un santo ortodoxo armenio que sirvió como Centurión en el Imperio Romano.
- San Basilio (c. 329 - 379) de Capadocia.[30]
- Gregorio de Nisa (c.332–395), hermano de San Basilio y, como este, también Padre de la Iglesia.
- Gregorio Nacianceno (c.330-c.389 d. C.), Prelado y teólogo griego Nacido de padres griegos en Capadocia.[31]
- Mauricio Tiberio, emperador bizantino r. (c. 582-602 d. C.)[35][36]
- Sabás el Santificado (439–532 d. C.), monje y sacerdote
- Modesto de Jerusalén (siglo VI) patriarca de Jerusalén procedente de Sebasteia
- Basilio Giagoupes (siglo XIII d. C.) noble feudal griego que fue general (amir) en el sultanato de Rum.[54]
- Sinan – (1489-1588) gran arquitecto otomano, nacido en Ağırnas en Cappadocia.[72]
- Paisius II de Constantinopla, cuatro veces Patriarca de Constantinopla en el siglo XVIII.
- Konstantinos Adosidis – (1818-1895) príncipe de Samos de 1873 a 1874 y de 1879 a 1885.
- Dimitrios Mavrofrydis – (1828-1866)
- Theodoros Kasapis – (1835-1905)
- Germano V de Constantinopla (1835-1920), Patriarca de Constantinopla
- San Arsenio de Capadocia - (1840 - 1922), sacerdote y santo ortodoxo griego de Çamlıca.
- Pavlos Karolidis – (1849-1930)
- Avraam Vaporidis – (1855 – 1911) distinguido autor, erudito e historiador griego nacido en Fertek, Niğde en Anatolia Central.[109]
- Georgios Kourtoglou – (b. 1856, Nigde), activista político, jurídico y social griego que fue diputado de Niğde en el imperio otomano tardío.[110]
- Nikolaos Tsourouktsoglou – (1861 - 1922) abogado y periodista que fue concejal de la ciudad y miembro de la Junta de Gobernadores de Esmirna a finales del Imperio Otomano. Su familia era originaria de Kayseri en Capadocia.[111]
- Sofoklis Avraam Choudaverdoglou-Theodotos – (1872 – 1956) eminente erudito griego, historiador, taquígrafo y miembro del Parlamento Otomano. Su familia proviene de la ciudad de Tyana (modern Kemerhisar) Capadocia.[112]
- Ioannis Pesmazoglou – (1857-1906) banquero, economista y político griego cuya familia proviene de Enderlik, Cappadocia.
- Leonidas Kestekides – (1876 - 1954) empresario del chocolate de Nigde, Capadocia y fundador de la casa Leonidas en Bélgica.[113]
- Prodromos Bodosakis-Athanasiadis - (1890-1979) Fue una de las figuras más importantes de la historia industrial griega del siglo XX, nació en la región de Bor.[114]
- Petros Petridis - (1892 - 1977), compositor y director de orquesta griego nacido en Nigde (Capadocia).[115]
- Elia Kazan – (1909-2003) director de cine estadounidense cuya familia era originaria de Kayseri en Capadocia.[116]
- Paisios del Monte Athos (1924–1994) nacido Arsenios Eznepidis, famoso monje de Farasa, Capadocia.

## Video
The Cappadocian Greek-American immigrant and renowned Hollywood director Elia Kazan made an Academy Award winning movie America, America about his uncle, who grew-up in Cappadocia and then was sent on foot as a teenager, with the entire family savings, to escape persecution and establish a new life in Istanbul, and eventually, to bring the rest of the family there.
- Documentary on the Cappadocian Greeks culture, traditional songs and dances:

Το Αλάτι Της Γης - Καππαδοκικό Γλέντι